# Geheimnisvolle Erbschaft
Geheimnisvolle Erbschaft (Originaltitel: Great Expectations) ist ein britisches Filmdrama des Regisseurs David Lean aus dem Jahr 1946 nach dem Roman Große Erwartungen von Charles Dickens. Der Film kam 1947 in die deutschen Kinos und ist eine Neuverfilmung des 1934 entstandenen Films Des Sträflings Lösegeld.

## Handlung
Der Waisenjunge Phillip Pirrip, der „Pip“ genannt wird, lebt bei seiner Schwester und ihrem Ehemann Joe Gargery. Eines Tages trifft er auf einem Friedhof den Gefängnisausbrecher Abel Magwitch. Dieser schüchtert ihn ein und veranlasst ihn, ihm Essen und eine Feile zu bringen. Als Magwitch anstatt zu fliehen einen anderen Ausbrecher angreift, wird er von der Polizei wieder festgenommen. Daraufhin engagiert die alte und reiche Jungfer Miss Havisham Pip, damit er sich um ihr Haus und um ein schönes Mädchen namens Estella kümmert. Estella neckt ihn immerzu wegen seiner schlechten Manieren, doch Pip verliebt sich in sie. Pip lernt Herbert Pocket, einen Verwandten von Miss Havisham in seinem Alter, sowie ihren Anwalt Mr. Jaggers kennen. Als Pip 14 Jahre wird, kann er nicht mehr in das Haus kommen, da er zum Schmied ausgebildet werden soll.
Fünf Jahre später sucht Mr. Jaggers Pip auf. Er teilt ihm mit, dass ein geheimnisvoller Gönner Pip zu einem Gentleman erziehen lassen will. Pip glaubt, es stecke Miss Havisham dahinter, und sagt zu. Herbert Pocket soll Pips Lehrer in Sachen Benehmen sein. Herbert erzählt Pip, dass Miss Havisham so verbittert sei, dass sie sich an Männern rächen wolle. Estella ist das Werkzeug ihrer Rache. Pip weigert sich, das zu glauben.
Als Pip 21 geworden ist, wird er von Joe Gargery besucht, der von Pips snobistischem Verhalten irritiert ist. Joe richtet Pip aus, Miss Havisham möchte ihn sehen. Pip sieht Estella wieder, die ihn gleich vor sich selber warnt. Die beiden verbringen viel Zeit miteinander, doch zu Pips Missvergnügen flirtet sie mit vielen anderen Männern, unter anderem auch mit Bentley Drummle, einem gutgestellten, aber unbeliebten Zeitgenossen. Pip trifft auf Magwitch, der ihm erzählt, dass er sein Gönner sei. Mr. Jaggers bestätigt dies. Magwitch wurde damals nach Australien deportiert und machte dort sein Glück. Als Mr. Wemmick, der Assistent von Mr. Jaggers, sie informiert, dass Magwitchs alter Feind, der andere Flüchtling, in London sei, beschließt Pip, den alten Mann auf einem Postschiff zum Kontinent zu bringen. Pip will sich von Estella und Miss Havisham verabschieden. Estella teilt ihm mit, dass sie Drummle heiraten werde. Pip bestätigt, dass Miss Havisham damit ihre Rache habe, denn Estella werde Drummle quälen. Als Pip geht, setzt ein glühender Holzspan aus dem Kamin das Kleid der alten Frau in Brand. Pip hört ihre Schreie und kehrt zurück, kommt aber zu spät.
Als Pip, Herbert und Magwitch zum Postschiff rudern, werden sie von der von Magwitchs Feind alarmierten Polizei erwartet. Magwitch ergreift den Mann und tötet ihn. Bei dem Kampf wird der alte Mann verwundet. Vorher hat Magwitch mit Pip über seine verlorene Tochter gesprochen. Nun ist Pip argwöhnisch, und Mr. Jaggers bestätigt seinen Verdacht: Die Tochter ist Estella. Pip besucht den sterbenden Magwitch und erzählt ihm von Estella und dass er in sie verliebt sei. Der alte Mann stirbt glücklich. Pip kann leider keine Erbschaft erlangen, da Magwitch als Verurteilter nur einem Nachkommen sein Vermögen vererben kann. Somit muss Pip fortan wieder als armer Mann durchs Leben gehen.
Krank und hoffnungslos kehrt Pip zu Joe Gargery zurück. Er wird wieder gesund und sucht das zerstörte Haus von Miss Havisham auf. Dort trifft er auf Estella. Drummle wurde über Estellas Vater Magwitch aufgeklärt und brach alle Beziehungen zu Estella ab, da er ihre niedere Abstammung verachtet. Estella kehrte zu dem Haus, das sie von Miss Havisham geerbt hatte, zurück. Sie will nun wie ihre Protektorin in Einsamkeit leben. Pip reißt die Vorhänge herunter, und erstmals seit Jahren kommt Sonnenlicht in den Raum. Pip zieht Estella zu sich und sagt ihr, dass er niemals jemanden so geliebt habe wie sie. Zuerst zögert sie, doch dann nimmt sie Pips Arm und verlässt mit ihm zusammen das Haus.

## Hintergrund
Regisseur David Lean, damals noch unbekannt, wurde 1939 von seiner Frau Kay Walsh zu einer Bühnenfassung des Dickens-Romans mitgenommen. Lean sah den jungen Alec Guinness in der Rolle des Herbert Pocket und engagierte ihn prompt für seinen Film. Auch Martita Hunt wurde für den Film engagiert, um darin wie auf der Bühne die Miss Havisham zu spielen. Mit dem Film gelang Lean und Guinness der internationale Durchbruch.
Im Jahr 2003 erschien Geheimnisvolle Erbschaft als limitierte Sammleredition im Pappschuber und mit 16-seitigem Booklet auf DVD.

## Kritiken
Das Lexikon des internationalen Films bezeichnete den Film als eine „stimmungsvolle, bis in die kleinste Rolle exakt besetzte Verfilmung des Romans Große Erwartungen von Charles Dickens“. Zwar reiche „die bezaubernde Poesie des ersten Teils“ nicht bis zum Ende, dennoch sei „der literarisch anspruchsvolle Film“ einer der „besten Romanverfilmungen überhaupt“. Auch das Nachschlagewerk 6000 Filme (1963) merkte an: „Der zweite Teil (Stadt) fällt merklich ab.“
Cinema war voll des Lobes und sprach von einem „Highlight des englischen Kinos“. David Leans Leinwandadaption sei „[d]ie erste wirklich gelungene Verfilmung eines Romans von Charles Dickens“. Sie sei „superb in jeder Hinsicht“. Herausragend seien vor allem die „exzellente Kamera“, eine „prächtige Ausstattung“ und „famose Schauspieler“, die „die verschlungene Saga zum Klassiker“ machten. Das Fazit war: „Wunderbar dichte Literaturverfilmung.“

## Auszeichnungen
Bei der Oscarverleihung 1948 wurde Geheimnisvolle Erbschaft in den Kategorien Beste Kamera (Schwarz-Weiß) (Guy Green) und Bestes Szenenbild (Schwarz-Weiß) (John Bryan, Wilfred Shingleton) mit dem Oscar ausgezeichnet. Leans Film war damit der erste britische Film, der einen Oscar gewann. Weitere Nominierungen gab es in den Kategorien Bester Film, Beste Regie (David Lean) und Bestes adaptiertes Drehbuch (David Lean, Ronald Neame, Anthony Havelock-Allan).
Das British Film Institute wählte die Literaturverfilmung im Jahr 1999 auf Platz 5 der 100 besten britischen Filme des 20. Jahrhunderts. Das britische Filmmagazin Total Film zählte Geheimnisvolle Erbschaft 2004 zu den 15 besten britischen Filmen aller Zeiten.

## Synchronisation
1960 war für den DDR-Kinoeinsatz unter dem Titel Die großen Erwartungen eine DEFA-Synchronisation unter Regie von Lisa Honigmann entstanden, die heute allerdings nicht mehr verfügbar ist. Eine zweite Synchronfassung entstand 1971 im Auftrag des ZDF für die deutsche Erstausstrahlung im Fernsehen am 25. Juli 1971.
| Rolle                  | Darsteller          | Synchronsprecher (DDR 1960) | Synchronsprecher (BRD 1971) |
| ---------------------- | ------------------- | --------------------------- | --------------------------- |
| Pip                    | John Mills          | Hans-Peter Minetti          | Christian Brückner          |
| Estella als Erwachsene | Valerie Hobson      | Irma Münch                  | Dagmar Altrichter           |
| Estella als Kind       | Jean Simmons        | Gloria Jadwiga              | Barbara Peters              |
| Pip als Kind           | Tony Wagner         | Ulrich Brehm                | N. N.                       |
| Joe Gargery            | Bernard Miles       | Jochen Thomas               | Edgar Ott                   |
| Mr. Jaggers            | Francis L. Sullivan | Peter Kiwitt                | Alexander Welbat            |
| Miss Havisham          | Martita Hunt        | Maria Rouvel                | Tilly Lauenstein            |
| Abel Magwitch          | Finlay Currie       | Maximilian Larsen           | Arnold Marquis              |
| Herbert Pocket         | Alec Guinness       | Wolfgang Thal               | Claus Jurichs               |
| Biddy                  | Eileen Erskine      | Ilse Bastubbe               | Marianne Lutz               |
| Wemmick                | Ivor Barnard        | Hannes W. Braun             | N. N.                       |
| Mrs. Gargery           | Freda Jackson       | Inge Keller                 | N. N.                       |